# Autobahnbrücke Ljubljana-Moste
Die Autobahnbrücke Ljubljana-Moste ist eine 1999 eröffnete Brücke im Verlauf der Avtocesta A1 über den Fluss Ljubljanica in Ljubljana, der Hauptstadt Sloweniens.
Sie verbindet die Laibacher Stadtbezirke Moste und Sostro an der sogenannten „östlichen Umgebung von Ljubljana“. Die Brücke wird wegen ihrer Trägerkonstruktion auch „Harfe“ genannt.
Unterhalb der Brücke verläuft am linken Ufer der Ljubljanica der Weg der Erinnerungen und Kameradschaft (PST).

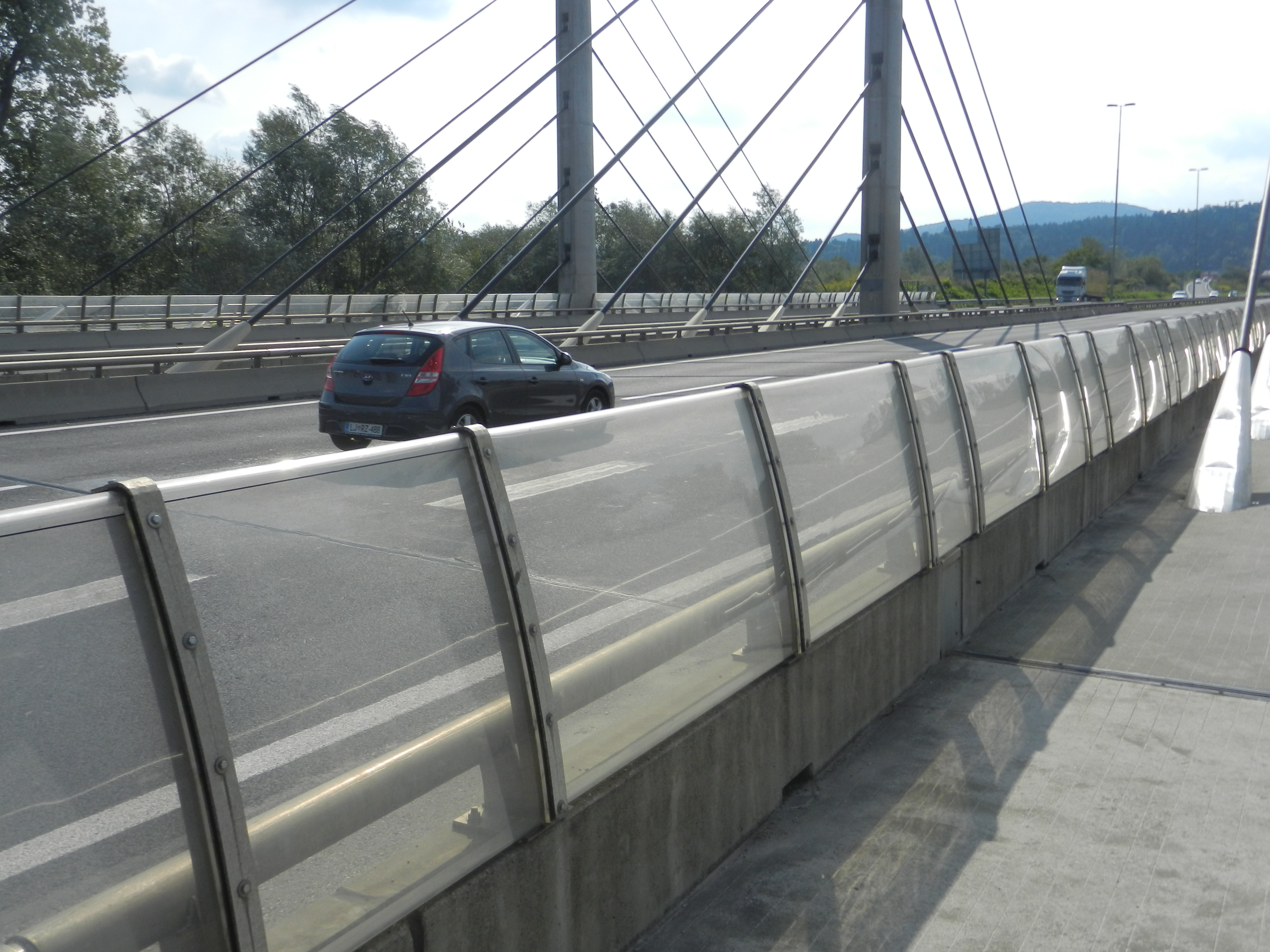
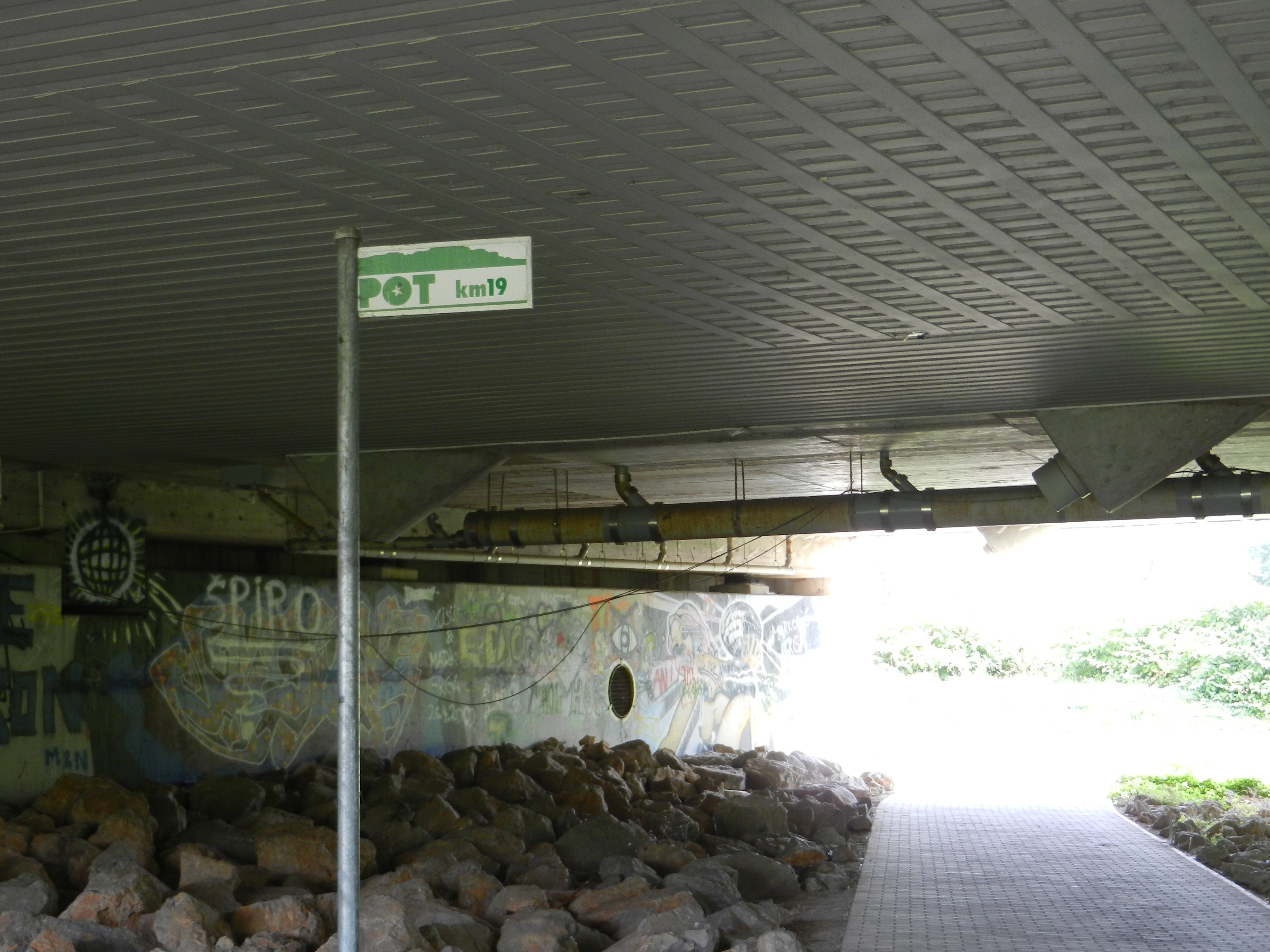
Wegweiser des PST unter der Autobahnbrücke Moste